# Norman Foster Ramsey
Pour les articles homonymes, voir Ramsey.
Norman Foster Ramsey, Jr., né le 27 août 1915 à Washington, D.C. et mort le 4 novembre 2011, est un physicien américain. Il est lauréat de la moitié du prix Nobel de physique de 1989 notamment pour des travaux touchant les horloges atomiques.

## Biographie
Ramsey obtient son BA et son PhD en physique à l'Université Columbia respectivement en 1935 et 1940. Il y resta comme professeur jusqu'à ce qu'il s'installe à l'université Harvard en 1947.
Professeur de physique à l'université Harvard depuis 1947, Ramsey a aussi tenu plusieurs postes dans des agences du gouvernement et internationales comme l'OTAN et la Commission de l'énergie atomique des États-Unis. Il est lauréat de la moitié du prix Nobel de physique de 1989 (l'autre moitié a été remise à Hans Georg Dehmelt et à Wolfgang Paul) « pour l'invention de la méthode des champs alternatifs séparés (separated oscillatory field method) et son application au maser à hydrogène et aux horloges atomiques ».
Humaniste, il a notamment signé, avec d'autres lauréats du prix Nobel, un appel demandant qu'une délégation du Comité des droits de l'enfant de l'ONU rende visite à un enfant tibétain en résidence surveillée depuis 1995 en Chine, Gedhun Choekyi Nyima, reconnu comme 11e panchen-lama par le 14e dalaï-lama, Tenzin Gyatso.

## Distinctions

### Prix
- 1954 : Bourse Guggenheim
- 1960 : Prix Ernest-Orlando-Lawrence
- 1974 : Davisson–Germer Prize in Atomic or Surface Physics (en)[2]
- 1984 : Médaille d'honneur de l'IEEE
- 1985 : Prix Isidor Isaac Rabi (en)
- 1985 : Prix Rumford avec Hans Georg Dehmelt, Martin Deutsch et Vernon Willard Hughes
- 1988 : Médaille Oersted[3]
- 1988 : National Medal of Science
- 1989 : Prix Nobel de Physique avec Hans Georg Dehmelt et Wolfgang Paul
- 1990 : Médaille Dirac (de) de l'Université de Nouvelle-Galles du Sud[4]
- 1993 : Prix Einstein pour la science du laser (en)
- 1995 : Prix Vannevar Bush (en)[5]

### Sociétés savantes
- Associé étranger de l'Académie des sciences, élu le 24 avril 1989[6]
- Président de l'American Physical Society
- Membre de la Association américaine pour l'avancement des sciences depuis 1942[7]
- Membre de la Société américaine de philosophie, élu en 1958[8]
- Membre d'honneur de la Institute of Electrical and Electronics Engineers en 1983

### Honneurs
- 2006 : Doctorat honoris causa de l'Université Harvard[9]